# ブルズアイ (キャラクター)
ブルズアイ（Bullseye）、またはレスター（Lester）は、マーベル・コミック発行のアメリカン・コミックに登場するスーパーヴィラン。マーブ・ウルフマンとボブ・ブラウンによって創造され、サイコパス的な暗殺者であり、マット・マードック/デアデビルに対する個人的な復讐を果たしたこともあった。
また、フランク・キャッスル/パニッシャーの敵でもあり、ファンハウスの師匠でもある。超能力は持たないが、手裏剣や釵のような武器から、トランプや鉛筆のような一見無害に見えるものまで、ほとんどあらゆる物体を致命的な投擲物として使うことができ、その射撃技術はほとんど超常的なレベルで、不可思議である。更に、『アルティメット・マーベル』作品である『デアデビル・ノワール』・『パニッシャーMAX』では、それぞれオリジナルのブルズアイの化身であるイライザ（Eliza）、シェルトン・ペンダーグラス（Shelton Pendergrass）、そしてベンジャミン・"デックス"・ポインデクスター（Benjamin "Dex" Poindexter）が登場する。

## 発行履歴
ブルズアイは、1976年3月に『デアデビル』第131号でデビューした。彼の本名や出自は不明だが、ベンジャミン・ポインデクスターと何度か名乗っており、1979年の『デアデビル』第159号で「ミスター・ポインデクスター」と初めて名乗っているが、1982年の『デアデビル』第181号には「彼が使った多くの名前の一つに過ぎない」と主張している。ただし、レスターと表記されることもあり、2004年のミニシリーズ 『Bullseye: Greatest Hits』ではブルズアイのバックストーリーが展開され、このシリーズにおける彼の名前はレナードで、弟の名前がレスター、または当初はネイトであったが、その一部または全部がブルズアイ自身によって捏造されたものであることも明らかにされた。
『シビル・ウォー』の後、ウォーレン・エリスが『サンダーボルツ』の執筆を引き継ぎ、ブルズアイは新チームの中心メンバーの一人となった。
『シークレット・インベージョン』の余波を受けた『ダーク・レイン』においてブルズアイは、ホークアイという偽名で“ダークアベンジャーズ”のメンバーとなり、アンディ・ディグル脚本、トム・ラニー作画の5号限定シリーズ『Dark Reign: Hawkeye』に登場。ダークアベンジャーズのメンバーとして、マット・フラクション原作のクロスオーバー『ダーク・アベンジャーズ / アンキャニー X-MEN: ユートピア』で主役を務めたほか、2009年3月 - 2010年6月 『ダーク・アベンジャーズ』第1 - 16号にレギュラーキャラクターとして登場。
そして『シャドウランド』第1号でブルズアイはデアデビルの手にかかるが、その後『デアデビル』vol. 3第26号で生存が確認された。

## キャラクター経歴

### 幼少期と生い立ち
ブルズアイはニューヨークのブロンクスで育ち、父親と兄の3人暮らしだった。父親からは虐待されていたが、兄のライフルで遊ぶことで射撃の達人になった。10歳の時、兄が家に火をつけて父親を殺そうとしたため、その後すぐにブルズアイはフォスター・ホームに預けられ、高校では野球選手になり、投手として抜群の才能を発揮すると大学のスポーツ奨学金のオファーを受けたが、マイナーリーグ入りを選んだ。3試合の後、彼は完売したメジャーリーグの試合の先発として招集された。しかし試合中に退屈と感じた末に、自分を嘲った相手チームの打者にボールを投げつけて殺してしまい、その瞬間彼は「ブルズアイ」と発声した。このためプロ野球界から追放され、過失致死傷罪で有罪判決を受けた。
これは以前のオリジン・ストーリーであり、ブルズアイがアルコール依存症で身体的虐待をする父親と共に暮らす姿を描いている。このバージョンのブルズアイは、玩具の矢を撃つ拳銃を使って父親の自殺を偽装する。しかしこの逸話の要素が真実なのかは不明である。
ブルズアイの冷徹な態度とユニークなスキルによって、彼は暗殺者としてNSAに採用され、その後ニカラグアでコントラを訓練する任務に就いた。しかし、彼がニカラグアに到着した時には、すでにNSAを辞めるつもりだったと主張し、コントラから金を奪って逃げるつもりだった。ところが彼らが極貧であることを知るとブルズアイはこの状況を最大限に利用し、彼らの貧しさを知らされてから7時間以内にコントラを率いて、コロンビアのコカイン密輸業者がアメリカに麻薬を運ぶ前の中継地として使っていた着陸帯を奪取した。そしてニカラグアの通訳パオロを飛行場を支配する新勢力のリーダーに仕立て上げ、その噂を広めると、パオロの右腕であるはずの彼と新たな取引を仲介するために、何人かの組織犯罪のトップを飛行場に招待することを計画した。しかし、取引がまとまる前にフランク・キャッスル/パニッシャーが到着。
彼に組織犯罪のトップらを皆殺しにされると、ブルズアイはキャッスルに戦いを挑み、激しい戦闘を繰り広げた結果、相手に傷を負わせ、血に染まった泥で自分の額に雄牛の目を描き、キャッスルが自分を殴れないことをあざ笑った。戦いはDEAの捜査官が到着した時に終結し、キャッスルは逃走した。ブルズアイはDEAに出頭し、すぐにウィルソン・フィスク/キングピンの犯罪帝国に潜入することになった。そこからコスチュームを手に入れた彼は再び逃亡し、世界で最も危険な殺し屋の一人となった。
上記の情報はすべて、その後のアメリカ情報部による尋問でブルズアイが語ったものである。拘束から逃れる直前、ブルズアイは自分自身を楽しませるために自分の話の一部または全部をでっち上げたと打ち明けた。その一つには、幼少期に住んでいた家を全焼させた火事を起こしたのは本当は自分だったとの主張がある。

### 犯罪者としてのキャリア
ブルズアイは恐喝者としての名声を確立するため、サーカスでデアデビルと戦い一度倒したが、その直後に恐喝の真っ最中、偶然立ち聞きしたデアデビルに捕らわれた。ブルズアイは後にマックスウェル・グレンに雇われ、マット・マードックとフォギー・ネルソンを殺そうとしたが、妨害してきたデアデビルと再戦。2度目の勝利を収めたものの、デアデビルは死を免れ、このことからブルズアイはプロとしての評判を落とし、信用を取り戻すため、彼はテレビの生放送でデアデビルに挑むが、完敗した。
評判をさらに落としたブルズアイは、エリック・スローターの一味を雇い、ナターシャ・ロマノフ/ブラック・ウィドウを拉致して、デアデビルに復讐戦を挑んだが、3度目の敗北を味わう羽目になり、この度重なる屈辱に絶望した彼は精神崩壊に追い込まれた。後に、この衰弱は脳腫瘍が原因のひとつであることが明らかになり、片頭痛、妄想、会う人すべてがデアデビルであるという幻覚を引き起こすようになった。収監先の刑務所からの脱走後、デアデビルに再逮捕されるが、腫瘍の除去に成功し、その症状はすぐに消え、弁護団は彼の犯罪行為は脳腫瘍だけが原因であるという主張で彼を釈放させることができた。後にフィスクの暗殺を依頼されるが、失敗を繰り返し、フィスクがデアデビルに屈辱的な敗北を喫するのを目撃したその日、彼は解雇された。ブルズアイが自身の地位を取り戻そうとして失敗を重ねるこの物語は、『デアデビル』シリーズのランニングジョークとなった。
服役中、彼はフィスクがデアデビル（マードック）の元恋人エレクトラ・ナチオスを新たな殺し屋として雇ったとを知り、脱獄後に彼女を攻撃し手にかけたが、フィスクからはデアデビルを殺さなければ再雇用しないと返答されてしまい、マードックを待ち伏せした。しかし戦いに突入すると、相手に高所から突き落とされてまたしても敗北したブルズアイの背骨は折れ、麻痺する。
長期入院中にブルズアイは、病室に押し入ってきたデアデビルとロシアンルーレットに臨み、この際に一本取られる結果となり、デアデビルに対する最大の恨みとして、この事件を繰り返し挙げていく。
やがて解放されて日本に連れて来させられたブルズアイは、現地の科学者ロード・ダーク・ウィンドによって全身の骨に“アダマンチウム”を混入されたことで運動能力が回復し、ダーク・ウィンドから暗殺者として働いてもらうよう持ちかけられたが、タダ働きすることを拒否し、デアデビルを殺して再びフィスクの暗殺者の座を取り戻そうと目論んだ結果、数年間投獄された。
脱獄したブルズアイは、フィスクのもとでかつての地位を取り戻すためにスティーブ・ロジャース/キャプテン・アメリカや、ヨハン・シュミット/レッドスカルを暗殺しようとしてブロック・ラムロウ/クロスボーンズと戦った。
記憶喪失のデアデビルと遭遇すると、それを逆手に取り、宿敵のイメージを壊そうとデアデビルになりすまして強盗を働き、ブルズアイは次第にデアデビルのモノマネに没頭するようになり、自分を本当にデアデビルだと思い込むようになったことや、フランクの濡れ衣を着せられた際に彼と再対決し、両手を撃たれ、フランクの残虐行為によって指を失ってしまったこともあった。
ミステリオに雇わると、デアデビルを攻撃し混乱させ、その戦いの過程でブルズアイは、デアデビルが愛用するのビリークラブでカレン・ペイジを手にかけた。
それからブルズアイは、“AIM”が所持し、世界中のスーパーヒーローの重要な情報を持っているとされる“アイデンティティ・ディスク”を盗むために、ウェイド・ウィルソン/デッドプール、ヴィクター・クリード/セイバートゥース、エイドリアン・トゥームス/ヴァルチャー、カイン・マルコ/ジャガーノートとともにスカウトされ、再度フィスクのためにデアデビルを殺すと申し出ると、彼の新しい恋人ミラ・ドノヴァンを殺そうとしたが、激怒したデアデビルにまたしても高所から投げ落とされた。その戦いの最中、デアデビルからその本名がレスターであると知っていること、父親の身元は不明で、母親が娼婦だったことを明かされ、嘲られた額のタトゥーの上に尖った石で標的マークを刻み付けた。
更にブルズアイはデアデビルの正体を確認する書類と称するものを求め、デアデビルとエレクトラとの死闘後に重傷を負い、トラックにはねられ、オープントラフィックに逃げこんだ。

### 『サンダーボルツ』
ブルズアイは他の多くのヴィランと共に、『シビル・ウォー』のストーリーで反登録スーパーヒーローを追い詰めるためにアイアンマンとリード・リチャーズ/ミスター・ファンタスティックによってサンダーボルツに勧誘された。その後、ノーマン・オズボーンによってカーラ・ソフェン/ムーンストーン率いるチームにスカウトされ、一般人の目に触れることはないほど不可視で行動できるようになった代わりに、命令に背くと電気ショックを受けるナノチェーンを体内に差し込まれた。
ブルズアイはメリッサ・ゴールド/ソングバードからナノチェーンが無効化されていることを騙された後、ジェイソン・ストロングボウ/アメリカン・イーグルと戦い、その最中にムーンストーンの操作でナノチェーンから電気ショックを受け、アメリカン・イーグルにひどく打ちのめされ、超能力者との戦いをわざと避けてきたことを終始あざ笑われ、最後には首をへし折られた。その結果ブルズアイは半身不随になり、話すこともできず、脳に重傷を負った。ブルズアイはその後、ナノメカニカル手術によって歩く姿を見せ、「射撃の練習をする」ためにメスを使って殺戮を繰り返した。それからサンダーボルツに復帰し、マーク・スペクター/ムーンナイトを暗殺しようとするに加わった。
サンダーボルツがワシントンD.C.で“スクラル”と戦った時、ブルズアイはアンドレア・フォン・ストラッカーのクローンがムーンストーンに気を取られているのを利用してアンドレアを殺したが、その過程でムーンストーンを殺しかけ、サンダーボルツのメンバーと共にセントラル・パークに向かうと、スクラルとの最終決戦に加わり、ミサイルランチャーを手に入れた彼は、ロケット弾をクリティ・ノール/イエロージャケットの右目に撃ち込み、他のヒーローとの交戦を不能にした。オズボーンからソングバード抹殺を命じられたことで遂に復讐の機会を得たブルズアイは、もう少しで成功するところだったが、ソーズマン（フェンリス）によって無力化され、ソングバードに脱出をされてしまう。

### 『ダークアベンジャーズ』
スクラル侵略時の活躍の褒美として“ダークアベンジャーズ”に配属されたブルズアイは、ホークアイのコスチュームとコードネームを与えられ、ダーク・アベンジャーズにおける最初の任務で、彼はモーガン・ル・フェイを殺した。
ダーク・アベンジャーズが不正なハルクバスターと戦った際、ホークアイ（ブルズアイ）はそのパイロットを殺してハルクバスターを阻止したが、36人の市民が死亡したためオズボーンからの叱責を受けた。
ブルズアイはかつての相棒ウェイド・ウィルソン/デッドプールを倒すために遣わされたが敗北。その後病院で目を覚まし、再びデッドプールを追うも、彼に自らの攻撃を簡単に避けられて轢かれてしまったブルズアイは（オズボーンに言われたと偽って）デッドプールに金を払い、生命を救われた。
エレクトラに矢で刺された後、ブルズアイはオズボーンから、“ハンド”を率いていることが発覚したデアデビルの抹殺を命じられ、ハンドに加わるために必要な試練を受けようとしているデアデビルと激突。ブルズアイは100人がいるビルにブービートラップを仕掛け、その罠に気づいていないデアデビルとの戦いの末、ビルを爆発させて逃走し、悲嘆に暮れさせるデアデビルに対し、お前が自分を殺すことを選んでいたら、ビルにいた人々は助かったかもしれないと嘲笑った。
オーウェン・リース/モレキュールマンと戦ったブルズアイは、相手の力で水のプールに変えられて制圧されるが、液体になってもモレキュールマンを攻撃しようとした末に、彼はボブ/セントリーによって回復した。
更にオズボーンからリンディ・レイノルズ（セントリーの妻）の殺害任務を命じられると、ブルズアイはリンディをヘリコプターに乗せ、首を絞めて海に投棄した。セントリーがリンディの居場所を問いただすと、ブルズアイはリンディがヘリコプターから飛び降りて田舎で自殺したと嘘をついた。

### 『シャドウランド』
『シージ』の余波でブルズアイは投獄され、“ラフト”に送られる。しかし、そこに移送される過程で脱走し、ヘルズ・キッチンに戻ってデアデビルの要塞である“シャドウランド”に到着し、デアデビルとハンドのニンジャの軍団と対峙。その結果、デアデビルに両肩を脱臼させられ、自らの釵で心臓を突き刺すという数年前にブルズアイがエレクトラを殺したのと同様の方法で生命を奪われた。その後、J・ジョナ・ジェイムソンがブルズアイのために無許可の葬儀を行うも、デアデビル率いるハンドによって妨害され、大乱闘となった。デアデビルは後にブルズアイの遺体を掘り起こし、ハンドに忠実な兵士として復活させるつもりだったが、ピーター・パーカー/スパイダーマンがブルズアイを復活させることは殺すより悪いと明言し、阻止した。

### 復活
その後、ブルズアイの遺体はレディ・ブルズアイとハンドによって“S.H.I.E.L.D.”から奪われたが、復活に失敗したため、生命維持装置に頼らざるを得ない病人となってしまった。その後の戦いでブルズアイは、放射性廃棄物で溺れかけ、傷跡と失明を残した。
ブルズアイはその後、エレクトラの盟友を狙う目的で“アサシンズ・ギルド”と契約した際にエレクトラと遭遇。ハンドによって身体を完全に修復された。
『シークレット・ウォーズ』では、アース616とアース1610の間の侵略を企むフィスクのパーティーに出席するヴィランたちの中にブルズアイがいる。

『インフィニティ・ウォー』のストーリー中、ブルズアイはセントラル・パークでの行われた“インフィニティ・ウォッチ”との会談にターク・バレットを同行させた。
ヴィランのミューズにブラインドスポットが失明させられて、彼の師であるマードック/デアデビルが自分自身に懸賞金をかけると、他の数人のスーパーヴィランたちと共にブルズアイは注目したが、彼はデアデビルに倒された。
パーカー・ロビンス/フッドに雇われたブルズアイは、ホークアイの評判を落とすためにローニンになりすまして犯罪を犯すが、クリント・バートンに倒された。
『The War of the Realms』後、ブルズアイは亡きヴァルキリーの神秘の剣である“ドラゴンファング”を盗み、それを使ってヘイムダルに致命傷を負わせる。これにより彼は現在のヴァルキリーであるジェーン・フォスターの恨みを買い、彼女にドラゴンファングを破壊されて、敗北した。

## パワー・戦力
ブルズアイは生来、あらゆる物体を投擲物として投げる能力を持っており、その威力は驚異的・致命的である。投げたトランプで人の喉を裂いたり、ストローで自分の歯を吐き出して他者の頭蓋骨に突き刺したり、投げ込んだねじや爪楊枝で人間を殺害するなどの実績がある。投擲能力の他に空手の訓練も受けたため、徒手空拳にも優れており、刃物や投擲武器、通常の銃器の使用にも非常に長けている。また、卓越した身体能力を持ち、敏捷性、反射神経、スタミナ、スピードはプロのアスリート並みで、痛みに対する耐性も高い。
ビルから落下したブルズアイは、ロード・ダーク・ウィンドによって被験者の身体が破壊されるのを防ぐ特別なハーブ治療を含めた移植手術によって、骨の多くを“アダマンチウム”で補強された。そのため、非武装での戦闘における怪我への耐性が向上し、通常の人間の骨なら骨折してしまうようなアクロバティックな動きが可能になった。
またブルズアイは、交戦前にターゲットの経歴、能力、仕事、プライベート、人間関係を研究する強迫観念を持っており、戦闘中に対戦相手の動きを予測するためにこの情報を利用する。更に頭部の負傷により、短期間だがデアデビルの存在を精神的に感じ取ることができた。

## その他のバージョン

### アマルガム・コミックス
アマルガム・コミックスには、ブルズアイとDCコミックスのキャラクターデッドショットを融合させたビル・ロートン/デッドアイが登場した。

### 『Daredevil Noir』
『Daredevil Noir』では、デアデビルのガールフレンドイライザがブルズアイとして登場する。

### 『Marvel 1602』
『Marvel 1602』では、海賊をテーマにしたアース311のブルズアイが登場する。

### 『オールドマン・ローガン』
『オールドマン・ローガン』の前日譚コミック『Old Man Hawkeye』では、アース807128のブルズアイが登場する。このバージョンはレッドスカルの下で働いており、照準能力を高めるサイバネティック眼球インプラントを所有している。

### 『Punisher MAX』
『Punisher MAX』アース200111のブルズアイであるシェルトン・ペンダーグラスが登場し、超人的な能力を持たない社会病質者の連続殺人鬼として登場する。

### 『シークレット・ウォーズ』（2015年）
『シークレット・ウォーズ』（2015年）には、いくつかの別世界のブルズアイが登場する：
- バトルワールドの領域である“バレー・オブ・ドゥーム”には、西部開拓時代バージョンのブルズアイが居住しており、エレクトラ、マックス・マークハム/グリズリー、オットー・オクタビアス/ドクター・オクトパスと共に“ロクソン”総督のために働いている[70]。
- バトルワールドの“キルヴィル”に住むブルズアイは、アサシンズ・ギルドによってドクター・オクトパスを狙って送り込まれたが、M.O.D.O.K.によって殺された[71]。

### 『アルティメット・マーベル』
『アルティメット・マーベル』ではアース1610のブルズアイであるベンジャミン・ポインデクスターがキングピンに仕える暗殺者として登場し、額と胸に自分の名前のタトゥーを入れている。

### 『アルティメット・ユニバース』
アース6160のブルズアイがキングピンの手下として登場する。

### 『ホワット・イフ?』
『ホワット・イフ?』のワンショット『What If Daredevil Lived in Feudal Japan?』には、19世紀のキャビンボーイであるマット・マードックがブルズアイとして登場する。

## MCU版
『マーベル・シネマティック・ユニバース』（MCU）では、現在のところ正史の宇宙（“アース616”）のブルズアイ（ベンジャミン・"デックス"・ポインデクスター）と、“虚無”に“剪定”されていたブルズアイ（レスター）が登場している。

### ベンジャミン・"デックス"・ポインデクスター（Benjamin "Dex" Poindexter）
演 - ウィルソン・べセル、日本語吹替 - 宮本淳

#### キャラクター像
卓越した投擲能力と色男然としたルックスを持つ青年。アメリカ陸軍、自殺防止センターの相談員を経てFBIの捜査官兼SWAT隊員となった。FBIの職場ではその優秀さと献身ぶりで実直なスタッフとして振る舞い、僚友の捜査官レイ・ナディームたちからの人望も厚かったが、幼い頃に両親からは善悪を教えられずに怒鳴られてばかりの毎日を過ごし、両親が事故死した後は養護施設で育つが、その当時から境界性パーソナリティ障害を抱え、少し気に入らない事があると破壊衝動を引き起こし、命に対する価値観も軽くなってしまっていた。そのため、所属していた少年野球チームのコーチだったブラッドリーを「最後までマウンドに立たせてくれなかった」と逆恨みし、野球ボールを投げ付けて殺害していた。周囲から事故だと思われてカウンセラーのマーサーにコーチ殺害を2人だけの秘密と約束され、10年近い年月も受けたカウンセリングで少々の成果が出てきたところでマーサーが癌を発症。死の間際にあるマーサーすらも深い悲しみと激しい怒りで殺そうとしたが、「常に死が勝つ」という最後のレッスンと「心のコンパスを導いてくれる“北極星”（善良な人間）を探しなさい」という遺言を不安定な精神状態のまま受けていた。
そして成人した現代では、病で帰らぬ人となったマーサーから託されたカセットテープに録音されたカウンセリングを自宅で聴いたり、心の拠り所とする者に無礼を働いたと感じたら正直に謝る側面も見せるが、自殺防止センターに勤務していた頃も、相談者に対して自殺するよう誘導したほか、そこで同僚のジュリー・バーンズに恋愛感情を抱き、FBI捜査官に転身以降も執着心から彼女へストーカー行為をしていたことに加え、同僚にジュリーと交際していると嘘を付く程の虚言癖も垣間見せ、依存する者が居なければ耳鳴りにも襲われて凄まじい殺人衝動を抑えない状態に陥るなど、文字通りのサイコパスへと変わり果てた。
そんな危険性をウィルソン・フィスク/キングピンに目を付けられて懐柔されると、忽ち彼への忠誠を拠り所とするようになり、フィスクからの指示で抹殺対象だけでなく、活動先で遭遇した無関係な人物すら一切躊躇なく手にかけるヴィランへと堕ちてしまう。

#### 能力
射撃力
銃器の発砲は、非常に高い精密性を誇るだけでなく、弾丸を標的までの間に障害物があっても壁などに跳弾するよう発砲し、標的にヒットさせる。
投擲技能
手にした物を標的に投げ付ける腕前は、少年時代から磨き上げてきたため、危険度が低い日用品でも強い殺傷力で投げ込み、標的までの間に障害物があっても壁などに勢いを落とすことなく跳ね返らせて、しかも僅かに目にしただけで命中させられるほど脅威的であり、デックスの人殺しも厭わない本性も相まって命中させた者を確実に死に至らしめる。
近接格闘術・身体技能
陸軍やFBIでの鍛錬により、素手による打撃と武器での白兵戦などもそつ無くこなす格闘技能、軽快な動作にも確かなものを持つが、マット・マードック/デアデビルと幾度と無く繰り広げた激闘や、フィスクの生命を狙った際には、接近戦のみだと両者に押されていることが目立ち、形勢逆転のために距離をとって射撃・投擲で反撃し、戦況を打破することが多かった。

#### 武装
FBIで使用
防弾ベスト
グロック17
Colt Model 933
偽デアデビルとして使用
デアデビル・スーツ（Daredevil's Suit）
出所したフィスクがメルヴィン・ポッターを脅迫して作らせた、マット/デアデビルのスーツと同等の外観の防護スーツ。これを与えられたデックスは、フィスクの指示の下で着用し、“偽デアデビル”に扮してデアデビル本人に汚名を着せる目的で次々と暗躍した。スーツ本体の性能もデアデビル本人のスーツ（2着目）と同等だが、フィスクに死闘を挑んだ結末に背中を階段の壁に叩きつけられた際には、その衝撃を抑えられず、着用していたデックスが胸椎を損傷している。
ビリークラブ（Billy Club）
フィスクがデアデビル・スーツと共にポッターに作らせた金属製の特殊警棒。マット/デアデビル本人が愛用するものと同様の機能を有し、デアデビル・スーツと共にデックスに与えられ、使用された。
ブルズアイとして使用
タクティカル・スーツ
M1911
発煙弾
このほかにもデックスは、FN FNSを自宅で所持し、野球ボール、“ニューヨーク・ブレティン”社内の文房具各種、スノーグローブ、カレン・ペイジのLlama III-A、シャンデリアの飾りのクリスタル、レンチ、教会のキャンドル、ピューの手摺、ネックレスのビーズ、ガラス瓶、マイク、皿など、他者から奪った銃器や即席で掴んださまざまな道具を、射撃・投擲に使用している。

#### 各作品における描写
『デアデビル』シーズン3 第2〜6、8〜13話
本作でMCU初登場。FBIとの取引で刑務所から所外のセーフハウス（高級ホテル）へ移送されるフィスクの護衛を担当し、彼を狙って襲撃してきたアルバニア人の犯罪者らを全て射殺して、その場を収めた。ナディームたち同僚一同からこの功績を賞賛されるも、“ニューヨーク・ブレティン”の記事でフィスク救出に関する疑惑が報じられて内部監査を受けることになり、休職へと追いやられた。その際にフィスクの自身に寄り添う証言と巧言を耳にするが、後で偶然を装ってアプローチしたジュリーには、不用意な発言でストーキングされていると勘付かれて拒絶されてしまい、拳銃自殺しかけるほどの絶望感に苛まれた。
そこへ連絡してきたフィスクからの甘言に縋り付き、偽デアデビルとなってニューヨーク・ブレティン本社に乱入。瞬く間にブレティンの社員たちを殺害していき、現れたマット/デアデビルと激しい戦闘を繰り広げた末に、フィスクに不利な証言をする目的で匿われていたジャスパー・エヴァンスの射殺を果たし、駆けつけたナディームたちFBIも一蹴・撤収したことで世間にブレティン本社の襲撃犯がデアデビルであると誤解させることに成功した。
その後精神的に不安定となり、ジュリーに怖がらせたと詫び、なりふり構わず助けを求めて彼女との関係を一旦改善できたが、ジュリーと連絡が取れなくなり、セラピーのカセットを全て処分すると、ますます心に影を落とし、自宅に侵入したマットとナディームを追撃して逃がしてしまい、このことを伝えたフィスクから怒りを溜め込まず、発散しろと宥められた。
そして復帰を果たしたFBIにおけるフィスクからの指示を受けての活動において、攻撃対象者に一層容赦が無くなっただけでなくナディームにすら横柄に振る舞うようになり、カレンの抹殺命令を受けて彼女が保護されたクリントン教会に偽デアデビルとして現れると、信徒たちを傷つけ、再び駆け付けたマットを翻弄したが、自分の攻撃からラントム神父がカレンを庇って犠牲となり、逆に彼女の不意打ちで一時撤退を余儀無くされた。それからナディームと共にFBI捜査官として、事後の教会の捜査権を掌握してカレンの身柄を抑えようとするも、彼女はナディームの手引きで警察に連行され、任務に失敗したことで憤慨し、フィスクからの失望も買って、その精神が一層不安定となった。
汚名返上とばかりに、フィスクが取り戻し損ねた絵画の所有者を手にかけ、その絵画をフィスクと帰国したヴァネッサ・マリアンナに献上し、彼らからナディームの始末を指示されると、不正を正そうと説得してきたナディームを射殺したが、後日、マットからジュリーがフィスクの手引きで殺されたと知らされ、凍りついた彼女の遺体を見つけて狂乱。デアデビル・スーツに身を包んでフィスクとヴァネッサの結婚式会場に乗り込み、フィスクを抹殺しようと猛威を古い始めるが、三度阻止に来たマットと戦い、ペントハウスに避難したヴァネッサに攻撃したことからフィスクにも挑まれ、三つ巴の激しい死闘となった結果、フィスクに背中を階段の壁に叩きつけられて胸椎を損傷し、戦闘不能にされた。
フィスクがマットに敗北すると、自身は駆け付けた警察に逮捕され、何処かの手術室でオーヤマ博士たちによって胸椎に“コグミアム・スティール”を移植する手術を受けている最中に両目を見開き、右の瞳に標的のマークが浮かぶ。
『デアデビル: ボーン・アゲイン』

### レスター（Lester）
演 - カーティス・ローランド・スモール
“TVA”によって“虚無”へと“剪定”された“変異体”にして、カサンドラ・ノヴァの子分の一人。バイカー/メタルヘッド風の服装や、額に刻まれた標的のシンボルが特徴のスキンヘッドと髭を生やした厳つい面構えの無骨漢だが、直接の描写に乏しいため、具体的なキャラクター像や虚無へ剪定された経緯などは不明。

#### 武装
手裏剣
愛用の投擲武器。普段はレスターの着衣のインナーの正面に複数枚貼り付けられている。

#### 描写
『デッドプール&ウルヴァリン』
物語の中盤から登場。カサンドラのアジトに待機していたところ、連れてこられたウェイド・ウィルソン/デッドプール、ローガン/ウルヴァリン、ジョニー・ストーム/ヒューマン・トーチをカサンドラが出迎える場に立ち会ったが、この場面では大した動きは無かった。
物語のクライマックスでは、ウェイドとローガンを加えたレジスタンスがアジトに攻め込んで来た際に、カサンドラの多くの子分らと共に迎え撃ち、手裏剣投擲で攻撃したほか、エレクトラ・ナチオスと対峙して長く善戦したものの、最終的にエレクトラに敗れる。

## その他のメディア

### テレビアニメ
- 『アベンジャーズ・アッセンブル』：第15話『プラネット・ドゥーム』（原題：『Planet Doom』）では、歴史改変の影響で改変されたクリント・バートンであるブルズアイ・バードンが登場し、トロイ・ベイカーが声をあて[76]、中尾一貴が日本語吹替を担当した。

### その他の映画
- 『デアデビル』：コリン・ファレルがブルズアイを演じ[77]、村治学が日本語吹替を担当した。このバージョンはアイルランド出身で、原作コミックスに基づくコスチュームがなく、バイカー/メタルヘッド風の外見と、額にブルズアイの焼き印がある坊主頭になっている。さらに、主に手裏剣を振るうが、他の小物も簡単に扱える[78]。さらに、ファレルはアイルランド訛りを残すように勧められ[79]、ブルズアイを理解するために、フランク・ミラーの『デアデビル』のコミックを読んだ。

### ビデオゲーム
- 『The Punisher』：キングピン配下の執行官であるブルズアイが登場し、スティーヴン・ブルームが声をあてた[80]。
- 『LEGO マーベル スーパー・ヒーローズ ザ・ゲーム』[81]：デイブ・ボートが声をあてた。
- 『Marvel Heroes』：リック・D・ワッセルマンが声をあてた。
- 『LEGO マーベル スーパー・ヒーローズ 2 ザ・ゲーム』：西部開拓時代バージョンのブルズアイがプレイヤーキャラクターとして登場[82]。
- 『MARVEL ULTIMATE ALLIANCE 3: The Black Order』：スティーヴン・ブルームが声をあてた。

### その他
- 『HeroClix』
- 『Venom: Truth In Journalism』："ベン"・ブルズアイが登場し[83][84][85]、デレク・ミアーズが演じた。
- 『Marvel Crisis Protocol』[86]